# Mehdi Challandes
Mehdi Challandes (Ginevra, 2 febbraio 1988) è un ex calciatore svizzero, di ruolo difensore.

## Carriera
Cresce calcisticamente nello Zurigo, fa il suo esordio in prima squadra nel 2008 prima di scendere di categoria ed approdare prima per 6 mesi all'Yverdon. Nella stagione 2009-2010 si accasa per 6 mesi al Servette per poi trasferirsi a gennaio allo Stade Nyonnais. Nel 2010 approda al Bienne, dove rimane per 4 stagioni, sempre in Challenge League.
Durante l'estate 2014 firma un contratto di un anno con il Neuchâtel Xamax, che prolunga nuovamente per una stagione dopo aver ottenuto la promozione con la squadra neocastellana in Challenge League

## Palmarès

### Club

#### Competizioni nazionali
- Campionato svizzero: 1

Zurigo: 2008-2009
- Promotion League: 1

Neuchatel Xamax: 2014-2015